# Barbaracurus yemenensis
Espèce
Synonymes
- Babycurus borellii Rossi, 2018

Barbaracurus yemenensis est une espèce de scorpions de la famille des Buthidae.

## Distribution
Cette espèce se rencontre au Yémen vers Al Moukalla, Jabal Bura et Hajjah et en Arabie saoudite vers Faifa.

## Description
La femelle holotype mesure 40,87 mm et le mâle paratype 42,08 mm.
Le mâle décrit par Kovařík, Lowe, Šťáhlavský et Just en 2022 mesure 46,45 mm et les femelles 42,05 et 57,37 mm, les mâles mesurent de 36 à 47 mm et les femelles de 40 à 57 mm.

## Systématique et taxinomie
Cette espèce a été décrite par Kovařík, Lowe et Šťáhlavský en 2018.
Babycurus borellii a été placée en synonymie par Kovařík, Lowe, Šťáhlavský et Hurre en 2019.

## Étymologie
Son nom d'espèce, composé de yemen et du suffixe latin -ensis, « qui vit dans, qui habite », lui a été donné en référence au lieu de sa découverte, le Yémen.

## Publication originale
- Kovařík, Lowe & Šťáhlavský, 2018 : « Review of the genus Babycurus Karsch, 1886 (Arachnida, Scorpiones, Buthidae), with descriptions of Barbaracurus gen. n. and two new species from Oman and Yemen. » Euscorpius, no 267, p. 1-41 (texte intégral).